# Świat Gier Komputerowych
Świat Gier Komputerowych – wydawane w Bydgoszczy czasopismo zajmujące się tematyką gier komputerowych, wydawane w latach 1992–2003. Przeznaczone było głównie dla graczy starszych stażem, pisane w znacznie bardziej formalnym stylu niż np. konkurencyjne „Top Secret” i „CD-Action”. W 2018 roku został wydany specjalny, jednorazowy numer czasopisma z okazji imprezy Pixel Heaven 2018.

## Redakcja
Pierwszym redaktorem naczelnym był Mirosław Domosud (grudzień 1992–kwiecień 1993), ale już 9 kwietnia 1993 zastąpił go Piotr Pieńkowski (podpisujący się czasami: Gracz, Hazard, KAT, Życzliwy, Naczelnik) i pozostał na tym stanowisku do ostatniego numeru tego czasopisma. Główny redaktorem graficznym przez cały czas życia pisma był Krzysztof Wirszyło.
Z redakcją współpracowali między innymi: Jarosław Chrostowski (Yavor), Tomasz Flanc, Szymon Grabowski (Frodo Baggins, Wyklęty i Zapomniany), Jacek Ilczuk, Maciej Klimkiewicz, Sebastian Kłomski (Kłomczuch), Tomasz Kokoszczyński, Tomasz Kulbacki, Dariusz Lewkowski, Tomasz Łoboda, Krzysztof Nowicki, Piotr Orcholski (Bazyl), Jacek Piekara, Jacek Ryć, Tomasz Nowicki (Antygracz), Mariusz Kończak (Czaki), Jan Morwiński (Dengar), Karol Szmyt (Diaz), Michał Nowakowski (Elektryczny, Jezekal Badass), Wojciech Stawski (Heinz Futerał, Niedźwiedź, Woderman), Bartosz Stawski (Mały Misio), Michał J. Adamczak (ManJak), Łukasz Młotkowski (Miagi), Piotr Gontarek (PiGoN), Arkadiusz Matczyński i Adam Gregrowicz.

## Historia
Pierwszym wydawcą pisma było wydawnictwo ALFIN. Pierwotnie Świat Gier Komputerowych ukazał się jako ośmiostronicowy dodatek do miesięcznika Amigowiec. Nazwa miała brzmieć 'Świat Gier', lecz takiego tytułu nie udało się zarejestrować. 
Cena pierwszego samodzielnego numeru (64 strony, w tym kolorowa wkładka) wynosiła 20 000 zł. Przez pierwsze trzy lata skład komputerowy odbywał się na Amigach 4000. Od numeru (5–6/93) uruchomiono sklep wysyłkowy, który z powodzeniem działał parę lat. Z racji opóźnień w cyklu wydawniczym w 1993 roku wydano 5 numerów podwójnych, a w 1994, 1996 i 2003 po jednym.
Od czwartego numeru (5–6/93) Piotr Pieńkowski pisał comiesięczny felieton "Między nami graczami". W tym też numerze zaszły pierwsze zmiany graficzne. Podniesiono cenę do 25 000 zł. Od (11–12/93) redakcja zaczęła publikować ramki z ocenami (globalną i procentową) przy recenzjach gier.
W numerze styczniowym 1994 zaszły kolejne zmiany szaty graficznej. Wprowadzono wtedy różnobarwne oznaczenia poszczególnych działów. W numerze marcowym zadebiutował Jacek Piekara, który napisał cykl felietonów 'Małe jest piękne'. Miesiąc później premierę miał dział 'Tanie i legalnie' (później 'Na każdą kieszeń'), poświęcony grom shareware i public domain. Redakcja w tym czasie zorganizowała turniej Sensible Soccer w Świeciu. W maju nastąpił kolejny debiut – tym razem Piotra Bilskiego (Aliena), który wygrał konkurs na recenzję ulubionej gry, zorganizowany przez ŚGK. Później, pisarz Jacek Piekara rozpoczął publikację artykułów o tematyce RPG, które były argumentem do stworzenia w piśmie osobnego działu poświęconemu temu zagadnieniu. Pojawiał się również zalążek działu 'W przygotowaniu'. W numerze 23 pojawiła się pierwsza relacja z targów ECTS. Przedstawicielem pisma była Katarzyna Kentzer.
Od numeru (3–4/96) „Świat Gier Komputerowych” zmienił wydawcę na IMAGO. Niecałe trzy lata później, od numeru (1/99) wydawcą został Egmont Polska. W czerwcu 1996 do redakcji dołączył Michał Adamczak (ManJAk), autor cyklu felietonów „Świat według ManJAka”, a w listopadzie 1997 roku Michał Nowakowski (Elektryczny), piszący na początku pod pseudonimem „Jezekal Badass”. Zorganizował między innymi rubrykę „Bez prądu”, opisującą gry fabularne. W czerwcu 2000 w 'Świecie Gier Komputerowych' zadebiutował Marcin Przybyłek, obecnie znany polski pisarz science-fiction. W sierpniu 2001 do zespołu dołączył Bartosz Lewandowski (baRTeS). W czerwcu 2002 roku z redakcji odszedł „Elektryczny” podejmując się próby reaktywacji miesięcznika „Top Secret”. Wieloletnim współpracownikiem redakcji był Michał Śledziński (Śledziu), twórca komiksowej pary postaci Fida i Mela. W piśmie ukazywały się również komiksy Andrzeja Janickiego.
W lutym 1999 pismo zaczyna wychodzić w dwóch wersjach, z płytą CD i bez. W październiku 2000 pismo znacząco się zmieniło pod wpływem '(r)ewolucji październikowej'; zrezygnowano wtedy również z wydawania wersji bez płyty.
W 2003 roku wydawca Egmont Polska zrezygnował z kontynuowania ŚGK, była redakcja zaczęła tworzyć „Nowy Świat Gier Komputerowych” (nŚGK) którego wydawcą został Dom Mediowy Sukces. W wyniku postępowania sądowego w sprawie naruszenia praw autorskich do tytułu, wytoczonego przez Egmont, miesięcznik przestał się ukazywać; ostatecznie do sprzedaży trafiły zaledwie dwa numery.
Aktualnie, pod nazwą „Świat Gier Komputerowych: Wydanie Specjalne” ukazuje się kwartalnik wydawany przez Egmont z niemal całkowicie nowym zespołem redakcyjnym.
Część byłej redakcji „Świata Gier Komputerowych” zaczęła uczestniczyć w tworzeniu gry komputerowej Hellion – The Mystery of Inqusition. Piotr Pieńkowski wraz z niektórymi redaktorami dawnego magazynu prowadzi wortal poświęcony grom komputerowym o nazwie Gamelog – Strefa Gier Komputerowych. Istnieje też portal FSGK.pl – strona tworzona przez współpracowników i sympatyków nieistniejącego już miesięcznika.

## Stałe działy w Świecie Gier Komputerowych
- Bez Prądu – recenzje i omówienia różnego rodzaju gier karcianych oraz fabularnych
- Film – recenzje i omówienia filmów
- Frakcja 3D
- Grao Story – cykl miniopowiadań pisanych przez Marcina Przybyłka
- Kantyna – dział poświęcony grom taktycznym i strategicznym
- Listy
- Między Nami Graczami – felietony redaktora naczelnego ukazujące się od numeru 5-6/93, aż do końca istnienia pisma
- S.O.S – porady od graczy dla graczy
- Sprzęt
- Świat według ManJAka – cykl felietonów o tematyce ogólnej
- Tawerna – dział poświęcony wszelkiego typu grom komputerowym osadzonym w świecie fantasy
- Triki

## Złote Dyski
Od 1994 roku przyznawane były coroczne nagrody redakcji, tzw. Złote Dyski.

### Rok 1998
- Najlepsza gra polska: Reah
- Najlepsza gra zagraniczna: StarCraft
- Najlepsza gra strategiczna: StarCraft
- Najlepsza gra RPG: Fallout
- Najlepsza gra przygodowa: Blade Runner
- Najlepsza gra zręcznościowa: Half-Life
- Najlepsza gra symulacyjna: Wing Commander: Prophercy
- Najlepsza gra logiczna: Zagadki Lwa Leona
- Najlepszy dodatek/rozszerzenie: Mysteries of the Sith
- Najlepszy program multimedialny: Encyklopedia Multimedialna PWN
- Najlepszy sprzęt: Sidewinder Force Feedback Pro
- Najlepszy wydawca/dystrybutor: TopWare Interactive
- Najgorsza gra roku: Streets of Simcity

### Rok 1999
- Najlepsza gra polska: Mortyr
- Najlepsza gra zagraniczna: Alien vs. Predator
- Najlepsza gra strategiczna: Homeworld
- Najlepsza gra RPG: Baldur’s Gate
- Najlepsza gra przygodowa: The Nomad Soul
- Najlepsza gra zręcznościowa: Alien vs. Predator
- Najlepsza gra symulacyjna: X-Wing Alliance
- Najlepsza gra logiczna: nie przyznano (za mało pretendentów)
- Najlepszy dodatek/rozszerzenie: StarCraft: Brood War
- Najlepszy program multimedialny: rodzina programów Magix
- Najlepszy sprzęt: Sound Blaster Live!
- Najlepszy wydawca/dystrybutor: CD Projekt
- Najgorsza gra roku: Biosys

### Rok 2000
- Najlepsza gra polska: Crime Cities
- Najlepsza gra zagraniczna: Baldur's Gate 2: Shadows of Amn
- Najlepsza gra strategiczna: Shogun: Total War
- Najlepsza gra RPG: Baldur's Gate 2: Shadows of Amn
- Najlepsza gra przygodowa: The Longest Journey
- Najlepsza gra zręcznościowa: Soldier of Fortune
- Najlepsza gra symulacyjna: Grand Prix 3
- Najlepsza gra logiczna: Lemmingi Rewolucja
- Najlepszy dodatek/rozszerzenie: Homeworld: Cataclysm
- Najlepsza gra multiplayer: Unreal Tournament
- Najlepszy wydawca/dystrybutor: CD Projekt
- Najgorsza gra roku: Asterix i Obelix Kontra Cezar

### Rok 2001
- Najlepsza gra polska: Schizm: Prawdziwe wyzwanie
- Najlepsza gra zagraniczna: Arcanum: Przypowieść o maszynach i magyi
- Najlepsza gra strategiczna: Europa Universalis II
- Najlepsza gra RPG: Arcanum: Przypowieść o maszynach i magyi
- Najlepsza gra przygodowa: Alone in the Dark: Koszmar powraca
- Najlepsza gra zręcznościowa: Operation Flashpoint: Cold War Crisis
- Najlepsza gra symulacyjna: Colin McRae Rally 2.0
- Najlepsza gra logiczna: Sheep
- Najlepszy dodatek/rozszerzenie: Shogun: Total War – The Mongol Invasion
- Najlepsza gra multiplayer: Tribes 2
- Najlepszy wydawca/dystrybutor: Play-It
- Najgorsza gra roku: Hooligans: Europejska zadyma

### Rok 2002
- Najlepsza gra polska: Another War
- Najlepsza gra zagraniczna: Warcraft III: Reign of Chaos
- Najlepsza gra strategiczna: Medieval: Total War
- Najlepsza gra RPG: Icewind Dale
- Najlepsza gra przygodowa: Syberia
- Najlepsza gra zręcznościowa: Mafia
- Najlepsza gra symulacyjna: Il-2 Sturmovik
- Najlepsza gra logiczna: Chessmaster 9000
- Najlepszy dodatek/rozszerzenie: Aliens Versus Predator 2: Primal Hunt
- Najlepsza gra multiplayer: Battlefield 1942
- Najlepszy wydawca/dystrybutor: CD Projekt
- Najgorsza gra roku: Planeta Małp